# Ann Hughes
Ann Hughes (* 21. Januar 1960) ist eine ehemalige britische Judoka, die 1986 Weltmeisterin und 1989 Vizeweltmeisterin war.

## Sportliche Karriere
Ann Hughes kämpfte von 1980 bis 1985 im Halbmittelgewicht, der Gewichtsklasse bis 61 Kilogramm. Bei den Europameisterschaften 1981 in Madrid bezwang sie im Finale die Italienerin Laura Di Toma und gewann damit ihren ersten internationalen Titel. Zwei Jahre später erreichte sie bei den Europameisterschaften 1983 in Genua durch einen Sieg über die Französin Martine Rottier erneut das Finale und gewann Gold gegen die Deutsche Gabriele Ritschel. Bei den Europameisterschaften 1984 in Pirmasens erkämpfte sie eine Bronzemedaille. Nachdem Hughes 1980 und 1982 frühzeitig ausgeschieden war, belegte sie bei den Judo-Weltmeisterschaften 1984 in Wien den siebten Platz. Nach einer Niederlage im Achtelfinale gegen die Venezolanerin Natasha Hernández schied sie in der Hoffnungsrunde gegen Martine Rottier aus. Bei den Europameisterschaften 1985 in Landskrona unterlag sie im Halbfinale der Polin Bogusława Olechnowicz, mit einem Sieg über Martine Rottier erkämpfte sich Hughes eine Bronzemedaille.
Nach den Europameisterschaften 1985 wechselte Hughes ins Leichtgewicht, die Gewichtsklasse bis 56 Kilogramm, und wich damit Diane Bell aus, die vom Leichtgewicht ins Halbmittelgewicht aufrückte. Ann Hughes gewann 1985 die internationalen Turniere von Leonding und Fukuoka. Bei den Europameisterschaften 1986 in London unterlag sie im Viertelfinale der Französin Béatrice Rodriguez, mit zwei Siegen in der Hoffnungsrunde erreichte sie den Kampf um eine Bronzemedaille, den sie gegen Gerda Winklbauer aus Österreich gewann. Vier Monate nach den Europameisterschaften fanden in Edinburgh die Commonwealth Games 1986 statt. Hughes trat für England an und gewann den Titel mit einem Sieg über die Nordirin Karen Gray. Weitere drei Monate später fanden in Maastricht die Weltmeisterschaften 1986 statt. Mit Siegen über die Südkoreanerin Kim Sung-hae im Viertelfinale und die Niederländerin Chita Gross erreichte Hughes das Finale und gewann den Titel gegen die Polin Maria Gontowicz.
1987 wurden erstmals sowohl bei den Europa- als auch bei den Weltmeisterschaften die Herren- und die Frauenturniere im Rahmen derselben Veranstaltung ausgetragen. Bei den Europameisterschaften 1987 in Paris erreichte Ann Hughes durch einen Sieg über die Finnin Riitta Rihtamo das Finale und verlor dort gegen die Französin Catherine Arnaud. Ein halbes Jahr später bei den Weltmeisterschaften 1987 in Essen unterlag Hughes im Halbfinale der Australierin Suzanne Williams, im Kampf um Bronze bezwang sie die Chinesin Liu Guizhu. Bei den Olympischen Sommerspielen 1988 in Seoul wurden Wettbewerbe im Frauenjudo als Demonstrationssportart angeboten. Beim olympischen Turnier bezwang Ann Hughes in ihrem ersten Kampf Eve Trivella aus den Vereinigten Staaten. Im Halbfinale unterlag sie Liu Guizhu durch Schiedsrichterentscheid (Yusei-gachi), den Kampf um eine Bronzemedaille verlor die Britin gegen die Deutsche Regina Philips. 1989 erreichte Ann Hughes bei den Weltmeisterschaften in Belgrad durch einen Sieg über die Kanadierin Nathalie Gosselin noch einmal das Finale, unterlag aber dort der Französin Catherine Arnaud. Ihr letztes großes Turnier bestritt Ann Hughes bei den Commonwealth Games 1990 in Auckland, sie gewann Bronze hinter der Schottin Loretta Doyle und der Australierin Suzanne Williams.